# Marktstraße 20 (Weimar)

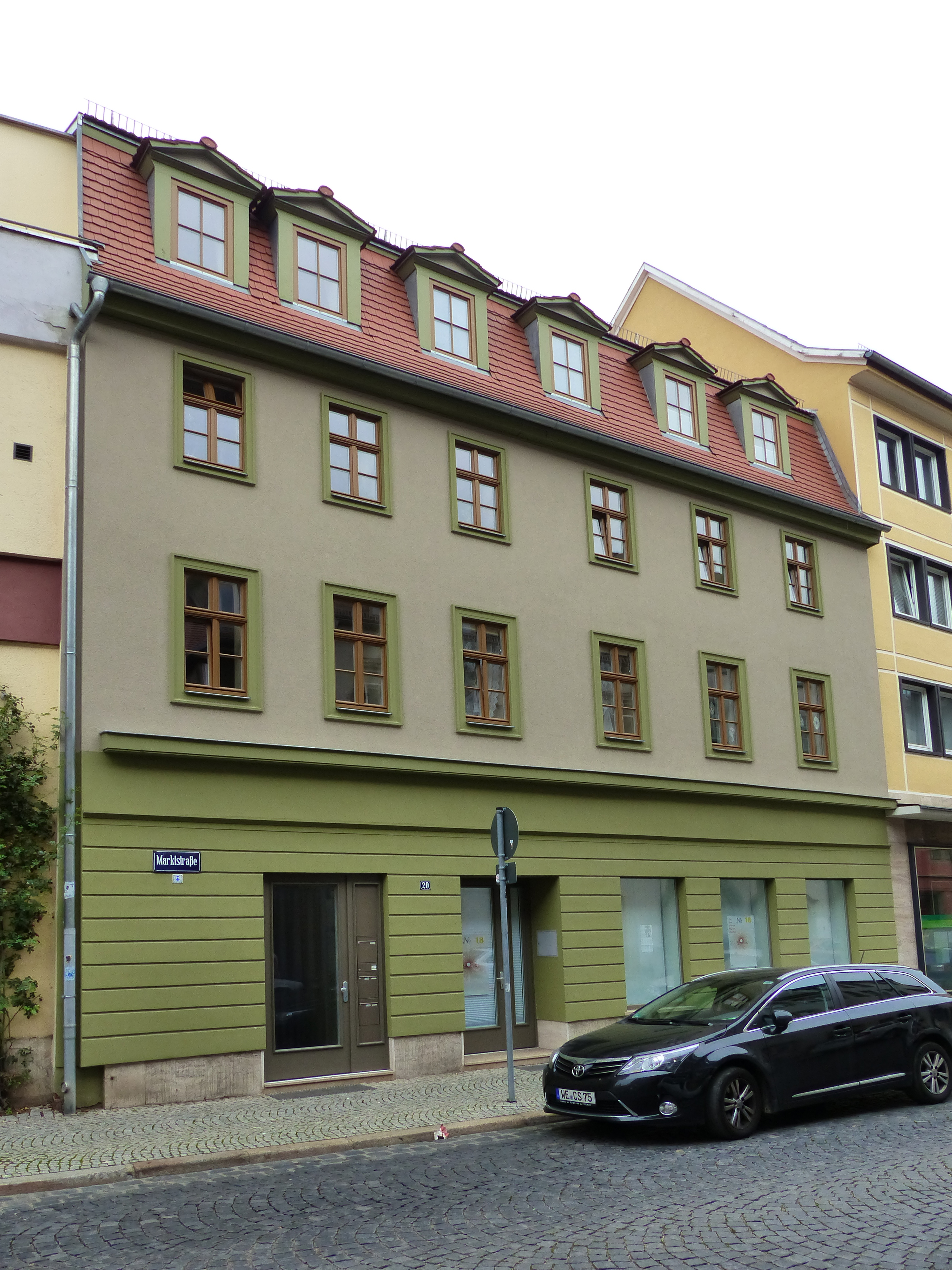
Marktstraße 20

Weimars erstes Lichtspielhaus wurde in der Marktstraße 20 1906 von Theodor Scherff (1857–1930) eingerichtet und firmierte unter Scherffs Lichtspielhaus bzw. Bioskop-Theater. Zu den ersten gezeigten Filmvorführungen bei Scherff gehörten die Buren-Kriege.
Der Entwurf für ein neues Saalhaus kam von Rudolf Zapfe 1911. Dieser Erweiterungsbau wurde bei den Luftangriffen auf Weimar beschädigt. Er wurde bis 1949 wiederhergestellt, sodass wieder Kinovorführungen stattfinden konnten. Im Jahre 1964 erfolgte jedoch die endgültige Schließung des Filmtheaters. Danach wurde der rückwärtige Bereich des Lichtspieltheaters als Sporthalle genutzt. Im Jahre 2014 wurde der hintere Teil von der  Weimarer Wohnstätte schließlich im Rahmen von Sanierungsarbeiten abgerissen. Übrig blieb der vordere Bereich mit der zur Straße hin sichtbaren Fassade. Es ist denkmalgeschützt und hat sogar das Denkmalzeichen an der Wand.